# De udvalgte (tv-serie)
 For alternative betydninger, se De udvalgte. (Se også artikler, som begynder med De udvalgte)
De Udvalgte er en dansk tv-serie sendt på DR.
Serien havde premiere søndag den 2. september 2001. Den bestod af 12 afsnit.

## Medvirkende
- Morten Lützhøft som Vinter
- Liv Corfixen som Rikke Borgwardt
- Christian Grønvall som Bo Mortensen
- Laura von Lindholm som Gry Rønne
- Ali Kazim som Salim Malik
- Mette Louise Holland som Ingelise Poulsen
- Kristoffer Kiørboe som Tor René Hansen
- Scott Voloshin som Eric Lundholm
- Kaya Brüel som Miriam Collin